# Colner
Colner is de naam van een Italiaans fietsmerk dat in 1978 door het Italiaanse Colnago (ERnesto COlnago) als B-merk werd gelanceerd vanwege de UCI-regel dat maar één fietsmerk één sponsorploeg mocht bedienen.
Het logo was een schoppenteken in plaats van het klaverteken van Colnago.
In 1978 reed het profteam "Vibor", waarvan Wladimiro Panizza de kopman was, op groene Colners. In 1981 reed het Belgische IJsboerke op blauwe Colners.
Het merk is later verkocht aan een Portugese firma.